# セイブ・ザ・ラストダンス
『セイブ・ザ・ラストダンス』（原題: Save the Last Dance）は、アメリカ合衆国の映画作品。

## あらすじ
ジュリアード音楽院への進学を夢見ながら、バレエを学ぶのに一生懸命になっていた白人の少女・サラは、オーディションの最中に母を交通事故で亡くす。自責の念を感じてバレエの道をあきらめたサラは、幼いころに別れた父のミュージシャン・ロイとシカゴで同居することになった。黒人の多い転校先で、サラは女子生徒・シェニールと仲良くなり、彼女の弟・デレクはサラをヒップホップダンスの世界へ誘う。互いに惹かれあうサラとデレクの関係を非難する者は多かったが、それでも2人は助けあい、サラは再びオーディションに臨む。

## キャスト
役名、俳優、日本語吹き替え。
- サラ - ジュリア・スタイルズ（弓場沙織）
- デレク - ショーン・パトリック・トーマス（猪野学）
- シェニール - ケリー・ワシントン（石塚理恵）
- マラカイ - フレドロ・スター（大黒和広）
- ロイ - テリー・キニー（仲野裕）
- ニッキー - ビアンカ・ローソン（魏涼子）
- その他の俳優 - ヴィンス・グリーン、ガーランド・ウィット、カリマー・ウェストブルック
- その他の日本語吹き替え - 綱島郷太郎、八十川真由野、島美弥子、水原リン、落合るみ、小室正幸、鈴木佳由、横尾博之、石井揮之、日野聡、季園知依、水野光太、清水敏孝、大平泉、川久保壮一